# Ludvík III. Durynský
Ludvík III. Durynský (německy Ludwig III. der Fromme nebo Ludwig der Milde; 1151/1152? – 16. října 1190 u Kypru) byl durynský lantkrabě, saský falckrabě a účastník třetí křížové výpravy.

## Život
Narodil se jako nejstarší syn durynského lankraběte Ludvíka Železného a Judity, nevlastní sestry císaře Fridricha Barbarossy. Roku 1172 po smrti nemocného otce převzal Durynsko a mladší bratr Jindřich Raspe Hesensko s titulem hraběte. První roky své vlády věnoval chronickému sporu se syny Albrechta Medvěda, v zimě 1173 se obě znesvářené strany pokoušel usmířit i císař. Roku 1180 Ludvíkovi svěřil nově vytvořené saské falckrabství a ten je o rok později předal svému mladšímu bratrovi Heřmanovi.
Po dobytí Jeruzaléma a cisterciácké agitaci Ludvík přijal kříž a začal se chystat na výpravu do Svaté země stejně jako císař a celá řada říšské šlechty. Na rozdíl od většiny si však vybral společně s rakouským vévodou Leopoldem cestu po moři.
| „         | Avšak brémský biskup a lantkrabě durynský a hrabě z Geldern a hrabě z Tecklenburgu zvolil zámořskou plavbu... se vyhnuli námaze této chvályhodné výpravy, dávajíce před ní přednost kratší plavbě, na níž bylo méně strachu před nepřátelstvím pohanů, a zbaběle se skrývali v některém z měst ponechaných křesťanům až do příchodu našich, třebaže potom jsme slyšeli o skvělých odznacích zmužilosti lantkraběte v jeruzalémských krajích... | “ |
| — Ansbert | |   |

Po příjezdu do Levanty se připojil k obléhání Akkonu, kde onemocněl a dal se na cestu zpět ještě před příchodem zbytků Barbarossova zdecimovaného vojska. Zemřel na moři poblíž Kypru a jeho vnitřnosti byly pohřbeny na ostrově, zbylé ostatky putovaly do vlasti a byly pohřbeny v rodovém klášteře Reinhardsbrunn. Novým lantkrabětem se stal mladší bratr Heřman.